# Jacques Chahan de Cirbied
Jacques Chahan de Cirbied (1772-1834), de son vrai nom Yakob Sahan Jrpetean (en arménien Յակոբ Շահան Ջրպետեան) est un écrivain et linguiste arménien.

## Biographie
Jacques Chahan de Cirbied est né le 16 décembre 1772 à Édesse, au sud-est de l'Anatolie.
Il semble que c'est en Italie que Bonaparte ait rencontré Jacques Chahan de Cirbied. Il avait séjourné à Rome (où il reçut les ordres), à Florence et à Gênes, depuis 1789, avant de s'établir à Paris en 1792. Ses cours d'arménien furent officiellement annoncés dès le 11 décembre 1798 et commencèrent effectivement en 1799. Malheureusement Cirbied savait mal le français et dut provisoirement s'interrompre en 1801 pour ne reprendre son activité qu'en 1811. Sa titularisation comme professeur à l'École Spéciale des langues orientales établie à la Bibliothèque impériale par un décret impérial du 27 février 1812, daté de Moscou, eut un grand retentissement dans l'ensemble de la diaspora arménienne (Jean-Pierre Mahé, Arménie, Dictionnaire Napoléon de Jean Tulard, Paris 1987, p. 122).
Il meurt en 1834.

## Œuvre
Il publie :
- en 1806, avec François Martin, Recherches curieuses sur l'histoire ancienne de l'Asie, puisées dans les manuscrits orientaux de la Bibliothèque impériale, et d'autres
- en 1811, La grammaire arménienne
- en 1812, Notice de deux manuscrits arméniens contenant l'histoire de Mathieu Eretz (d'Édesse)
- en 1813, Tableau général de l'Arménie, divisé en deux parties
- en 1816, Avis aux Arméniens qui habitent les provinces méridionales de l'Empire russe sur la culture du coton herbacé
- en 1816, avec Mir-Davoud-Zadour Melik Schahnazar, Détails sur la situation actuelle du Royaume de Perse
- en 1818, Histoire arménienne
- en 1823, La grammaire arménienne
- en 1830, Grammaire de Denis de Thrace, tirée de deux manuscrits arméniens de la bibliothèque du Roi